# Olintepeque
San Juan Olintepeque es un municipio en el departamento de Quetzaltenango, localizado a 6 km de la ciudad de Quetzaltenango y a 202 km de la Ciudad de Guatemala en la República de Guatemala. Se ubica sobre el río Xequijel y sus habitantes hablan principalmente el español y el k'ich'e. La iglesia católica de la localidad está dedicada al santo patrono, San Juan Bautista.
Después de la Independencia de Centroamérica en 1821, estuvo asignado al circuito de Quetzaltenango en el distrito del mismo nombre para la impartición de justicia por medio de juicios de jurados cuando se creó formalmente el Estado de Guatemala en 1825.   En 1838 pasó al Estado de Los Altos, el cual fue aprobado por el Congreso de la República Federal de Centro América en ese mismo año. En el nuevo estado hubo constantes revueltas campesinas y tensión con Guatemala, hasta que las hostilidades estallaron en 1840, y el general conservador mestizo Rafael Carrera recuperó la región para Guatemala.

## Toponimia
Muchos de los nombres de los municipios y poblados de Guatemala constan de dos partes: el nombre del santo católico que se venera el día en que fueron fundados y una descripción con raíz náhuatl; esto se debe a que las tropas que invadieron la región en la década de 1520 al mando de Pedro de Alvarado estaban compuestas por soldados españoles y por indígenas tlaxcaltecas y cholultecas.  En algunos casos, los poblados solamente conservan el nombre en náhuatl, como en el caso de Olintepeque, el cual proviene de las raíces «tepē-» (español: «cerro» o «montaña») y «-k» (español: «en»).

## Geografía física

### Clima
Tiene el récord centroamericano y del Caribe de la temperatura más baja registrada -11.5 °C.

## Ubicación geográfica
Olintepeque se encuentra en el departamento de Quetzaltenango y a una distancia de 7 km de la cabecera departamental Quetzaltenango y a 212 km de la ciudad capital Guatemala. Sus colindancias son:
- Norte:
  - San Andrés Xecul, municipio del departamento de Totonicapán
  - San Francisco La Unión, municipio del departamento de Quetzaltenango
- Este: La Esperanza, municipio del departamento de Quetzaltenango

|  | Norte: San Andrés Xecul San Francisco La Unión |                    |
|  |                                                | Este: La Esperanza |
|  |                                                |                    |

## Gobierno municipal
Los municipios se encuentran regulados en diversas leyes de la República, que establecen su forma de organización, lo relativo a la conformación de sus órganos administrativos y los tributos destinados para los mismos.  Aunque se trata de entidades autónomas, se encuentran sujetos a la legislación nacional y las principales leyes que los rigen desde 1985 son:
| N.º | Ley                                                | Descripción |
| --- | -------------------------------------------------- | --- |
| 1   | Constitución Política de la República de Guatemala | Tiene una regulación legal específica para los municipios en los artículos 253 al 262. |
| 2   | Ley Electoral y de Partidos Políticos              | Ley de carácter constitucional aplicable a los municipios en el tema de la conformación de sus autoridades electas. |
| 3   | Código Municipal                                   | Decreto 12-2002 del Congreso de la República de Guatemala. Tiene la categoría de ley ordinaria y contiene preceptos generales aplicables a todos los municipios, e inclusive contiene legislación referente a la creación de los municipios.             |
| 4   | Ley de Servicio Municipal                          | Decreto 1-87 del Congreso de la República de Guatemala. Regula las relaciones entra la municipalidad y los servidores públicos en materia laboral. Tiene su base constitucional en el artículo 262 de la constitución que ordena la emisión de la misma. |
| 5   | Ley General de Descentralización                   | Decreto 14-2002 del Congreso de la República de Guatemala. Regula el deber constitucional del Estado, y por ende del municipio, de promover y aplicar la descentralización y desconcentración económica y administrativa.                                |

El gobierno de los municipios está a cargo de un Concejo Municipal mientras que el código municipal —ley ordinaria que contiene disposiciones que se aplican a todos los municipios— establece que «el concejo municipal es el órgano colegiado superior de deliberación y de decisión de los asuntos municipales […] y tiene su sede en la circunscripción de la cabecera municipal»; el artículo 33 del mencionado código establece que «[le] corresponde con exclusividad al concejo municipal el ejercicio del gobierno del municipio».
El concejo municipal se integra con el alcalde, los síndicos y concejales, electos directamente por sufragio universal y secreto para un período de cuatro años, pudiendo ser reelectos.
Existen también las Alcaldías Auxiliares, los Comités Comunitarios de Desarrollo (COCODE), el Comité Municipal del Desarrollo (COMUDE), las asociaciones culturales y las comisiones de trabajo. Los alcaldes auxiliares son elegidos por las comunidades de acuerdo a sus principios y tradiciones, y se reúnen con el alcalde municipal el primer domingo de cada mes, mientras que los Comités Comunitarios de Desarrollo y el Comité Municipal de Desarrollo organizan y facilitan la participación de las comunidades priorizando necesidades y problemas.
Los alcaldes que ha habido en el municipio:
- 2012-2016: Miguel Calvac[9]
- 2017-2024: Carlos Enrique Baten
- 2024-2028: Moisés De León

## Historia

### Conquista de Guatemala
Olintepeque es conocido como el lugar donde murió el rey legendario de los quiché, Tecún Umán a manos del conquistador español, Pedro de Alvarado el 18 de febrero de 1524; de hecho, el río Xekik'el (español: «río de sangre») debe su nombre a esa batalla en que sus aguas se tiñeron de la sangre de los caídos.

### Tras la Independencia de Centroamérica
Cuando se establecieron los distritos para la impartición de justicia por medio de juicios de jurados en el Estado de Guatemala en 1825, Olintepeque fue asignado al circuito de Quezaltenango en el distrito N.º10 (Quetzaltenango); junto a Olintepeque estaban en ese distrito Quezaltenango, Santa María de Jesús, San Mateo,  Cantel, Almolonga y Zunil.

### El efímero Estado de Los Altos

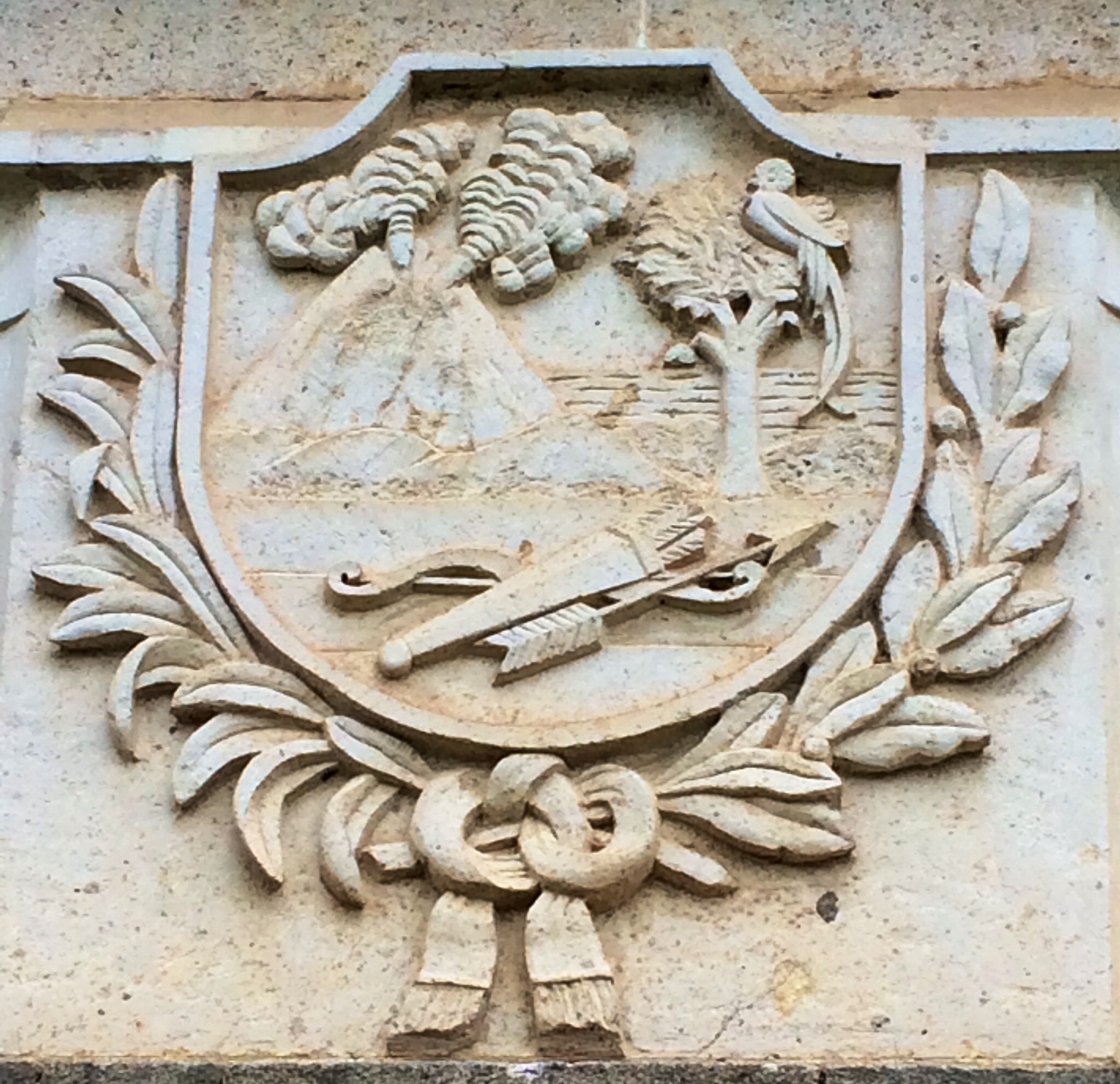
Escudo del Estado de Los Altos.

A partir del 3 de abril de 1838, Olintepeque fue parte de la región que formó el efímero Estado de Los Altos y que forzó a que el Estado de Guatemala se reorganizara en siete departamentos y dos distritos independientes el 12 de septiembre de 1839: 
- Departamentos: Chimaltenango, Chiquimula, Escuintla, Guatemala, Mita, Sacatepéquez, y Verapaz
- Distritos: Izabal y Petén[10]

La región occidental de la actual Guatemala había mostrado intenciones de obtener mayor autonomía con respecto a las autoridades de la ciudad de Guatemala desde la época colonial, pues los criollos de la localidad consideraban que los criollos capitalinos que tenían el monopolio comercial con España no les daban un trato justo.  Pero este intento de secesión fue aplastado por el general Rafael Carrera, quien reintegró al Estado de Los Altos al Estado de Guatemala en 1840 y luego venció contundentemente al presidente de la República Federal de Centro América, el general liberal hondureño Francisco Morazán en la Ciudad de Guatemala unos cuantos meses después.